# Smart Roadster
Der Smart Roadster (intern: Baureihe 452) ist ein zweisitziger Roadster der Marke Smart, einer Automobilmarke der Daimler AG, die zur Produktionszeit des Modells unter dem Namen DaimlerChrysler AG firmierte.

## Entwicklung
Der Smart Roadster sollte ein Fahrzeug mit den smarttypischen Eigenschaften (kompakte Dimensionen, Fahrspaß und innovatives Konzept) werden. Um sich vom Smart Fortwo abzuheben, sollte das neue Fahrzeug ein Roadster sein. Smart wollte damit an die klassisch puristischen, vorwiegend englischen Roadster der 1950er und 1960er Jahren anknüpfen. Die Entwicklung begann im Herbst 1998 unter der Leitung von Jens Manske. Im Mai 1999 übernahm Michael Mauer die Design-Entwicklungsleitung. Im Mai 2000 folgte ihm Hartmut Sinkwitz.
Ein erstes Showcar war auf der IAA 1999 zu sehen. Es handelte sich um die Roadster-Modellvariante und wurde in nur drei Monaten gebaut. Es erhielt den Antrieb des Fortwo und war damit fahrbereit und voll funktionstüchtig. Die Vorstellung dieses ersten Showcars war dermaßen erfolgreich, dass man bei Smart recht schnell eine Serienproduktion beschloss. Auf dem Pariser Autosalon 2000 wurde ein zweites Showcar in der Roadster-Coupé-Modellvariante präsentiert.
Das Serienfahrzeug wurde im August 2002 in Berlin der Öffentlichkeit vorgestellt.
Die Markteinführung erfolgte am 11. April 2003 als 60-kW-Variante zu einem Basispreis von 18.610 € für den Roadster und 20.240 € für das Roadster-Coupé. Die 45-kW-Variante wurde am 26. Mai 2003 zu einem günstigeren Einstiegspreis von 14.990 € nachgereicht. Beide Versionen des Smart Roadster wurden in der Smartville genannten Fabrik in Hambach (Frankreich) produziert. Als Topversionen gab es ab März 2004 den Smart Roadster Brabus und das Smart Roadster-Coupé Brabus für einen Grundpreis von 24.950 € bzw. 26.570 €. Diese Brabus-Modelle wurden ebenfalls in Hambach (Frankreich) gefertigt und boten einen auf 74 kW (101 PS) leistungsgesteigerten Motor, sowie eine erweiterte Ausstattung.

## Karosserie

### Karosserievarianten

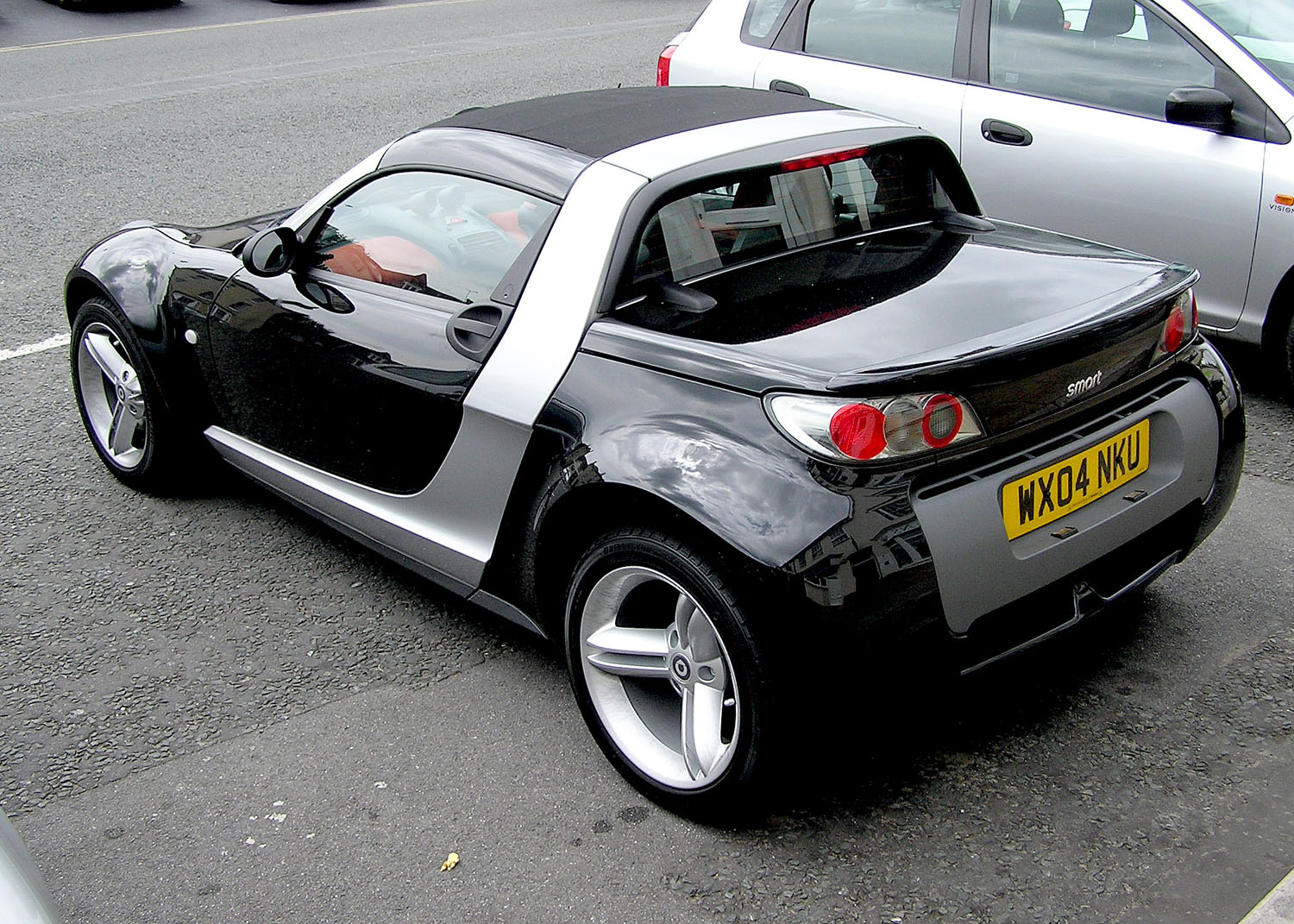
Roadster

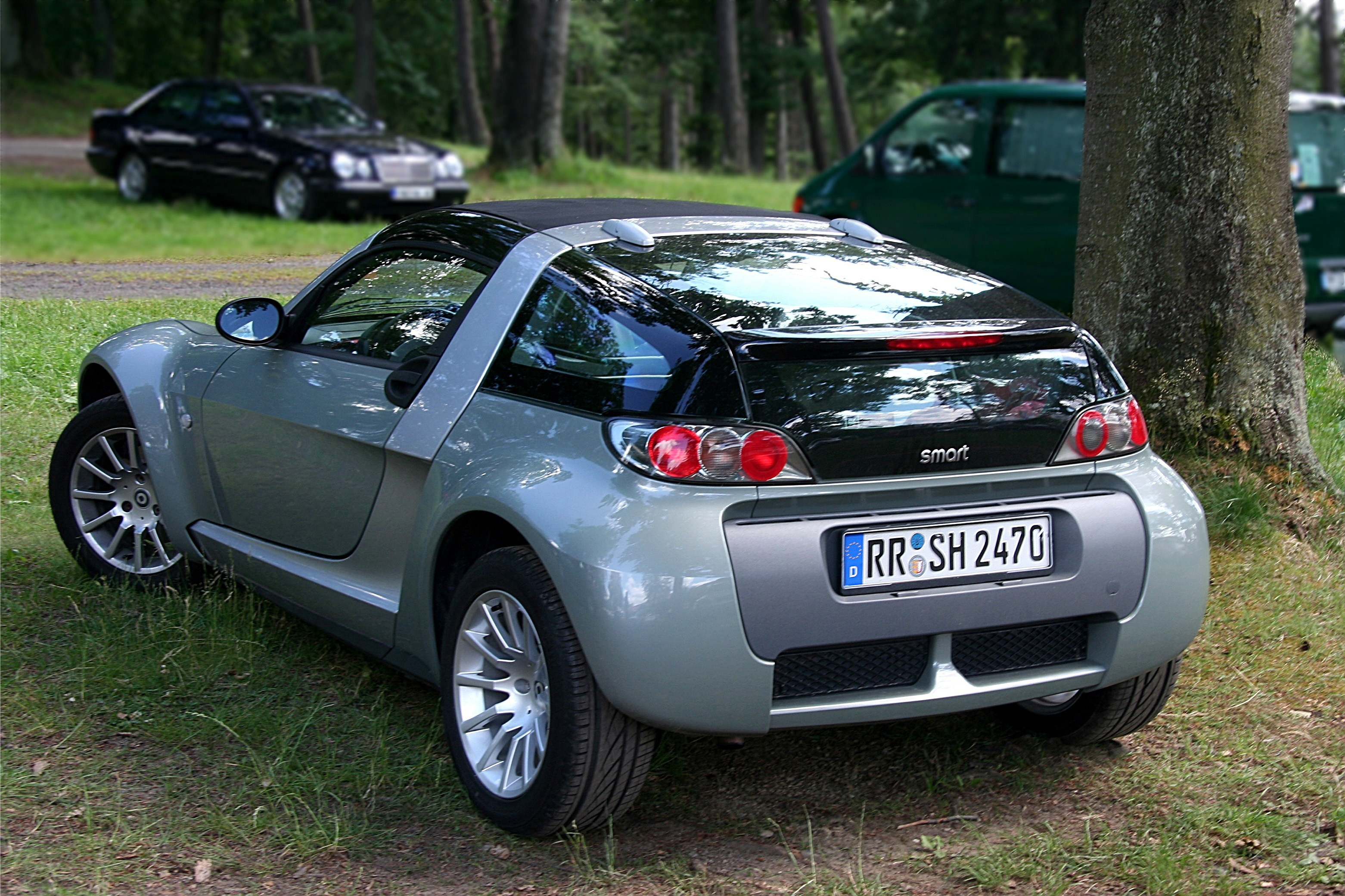
Roadster-Coupé

Der Roadster wurde in zwei Bauformen angeboten, als Smart Roadster und als Smart Roadster-Coupé, beide mit der Baureihenbezeichnung 452 und identischen Maßen.
Beide Modellvarianten sind bis auf den Kofferraum identisch. Der Roadster hat ein Stufenheck, das Coupé dagegen einen vollverglasten Heckaufbau (Glaskuppel), der zusätzlichen Stauraum bietet. Die Seitenscheiben sind aus Makrolon (Polycarbonat) gefertigt. Das Kofferraumvolumen steigt bei dieser Variante von 86 auf 189 Liter. Bei geöffnetem Stoffverdeck (Softtop) verringert sich das Volumen auf 45 Liter beim Roadster und auf 104 Liter beim Roadster-Coupé. Unter der vorderen Haube haben beide Versionen einen zweiten Kofferraum mit 59 Litern Volumen.
Wegen des geänderten Aufbaus entstehen weitere Unterschiede zwischen den zwei Varianten. So wiegt der Roadster 790 kg und das Roadster-Coupé 810 kg (Leergewicht ohne Fahrer). Das Coupé hat auch wegen der „geschlosseneren“ Form einen besseren Cw-Wert von 0,38 gegenüber dem Roadster von 0,41, was sich bei gleicher Motorleistung auch bei der Höchstgeschwindigkeit (Coupé 180 km/h, Roadster 175 km/h) und dem leicht geringeren Verbrauch niederschlägt. Dafür ist das Roadster-Coupé im Innenraum etwas lauter als der Roadster, bei dem der ADAC 2003 ein Innengeräusch von 75 dB(A) bei 100 km/h und 80 dB(A) bei 130 km/h bei der 60 kW Motorvariante feststellte.

### Tridion-Sicherheitszelle und Body Panels
Wie bei anderen Modellen der Marke Smart ist auch beim Smart Roadster und Smart Roadster-Coupé die so genannte Tridion-Sicherheitszelle die tragende Basis der Karosserie. An ihr werden die anderen Karosserieteile und die Aggregate angebracht. Mit einem Gewicht von 192 kg und aus hochfesten Stahllegierungen gefertigt, bildet sie eine stabile Fahrgastzelle und bietet so eine hohe Crashsicherheit. In den Bereichen des Dachrahmens, der Türschweller, der B-Säulen und des Überrollbügels ist die Tridion-Sicherheitszelle sichtbar. Die Kotflügel und Türen, die Fronthaube und beim Smart Roadster die Heckklappe sowie der weitere Front- und Heckbereich bestehen aus den so genannten Body Panels. Sie sind aus Kunststoff gefertigt und im Vergleich zu Stahl deutlich leichter und können leicht ausgetauscht werden.
Für die Body Panels wurden Lackierungen in den Farben „Jack Black“, „Shine Yellow“, „Spice Red“, „Champagne Remix Metallic“, „Star Blue Metallic“ und „Glance Grey Metallic“ angeboten. Die Tridion-Sicherheitszelle wurde nur in Silber oder Schwarz lackiert und bildet so mit den andersfarbigen Body Panels die für Smart typische Zweifarboptik.

## Motorisierung
Alle Roadster sind mit einem 0,7 Liter großen 3-Zylinder-suprex-Motor mit Turboaufladung und luftgekühltem Ladeluftkühler – außer die Brabus-Version, die über einen Wasserladeluftkühler verfügt – ausgestattet. Er basiert auf dem Motorblock des Smart Fortwo und erfüllt wie dieser die Abgasnorm Euro 4. Im Gegensatz zum Smart Fortwo der ersten Generation wurde der Hubraum des 3-Zylinder-Motors auf 698 cm³ vergrößert.
Den Motor des Smart Roadster gibt es in drei Leistungsstufen mit 45 kW (61 PS), 60 kW (82 PS) und 74 kW (101 PS). Auf Grund der gesteigerten Leistung und der damit auftretenden Kräfte unterscheiden sich diese drei Versionen in einigen Bauteilen.
Die Roadster-Version hatte entweder einen 45-kW- oder einen 60-kW-Motor. Das Coupé gab es serienmäßig nur mit dem 60-kW-Motor. Vom Coupé wurden 25 Vorserienmodelle mit dem 45-kW-Motor gebaut. Später wollte man damit eine billigere Version des Coupés anbieten, doch dazu kam es durch den Produktionsstopp nicht mehr. Die Vorserienmodelle gelangten allerdings nie offiziell in den Verkauf und wurden vorwiegend von Smart-Mitarbeitern erworben. Laut Zulassungsstatistik in Deutschland vom 1.1.25 fahren davon noch 18 auf deutschen Straßen. Die 74-kW-Variante war ausschließlich und exklusiv den von Brabus ausgestatteten Roadster- und Coupé-Modellen vorbehalten. Nach gleicher Quelle fuhren davon im Jahr 2025 noch 250 Brabus-Roadster-Coupés und 302 Brabus-Roadster.
Der Smart-Motor war zu seiner Zeit einer der kleinsten Großserien-Pkw-Motoren, bei dem das Prinzip des „Downsizing“ konsequent umgesetzt wurde. Der Motorblock hat eine Vollaluminium-Struktur mit Bedplate-Bauweise, d. h., er ist auf Höhe der Kurbelwelle geteilt. Kurbelwelle, Pleuel und Kolben sind aus Leichtbauteilen und die Zündanlage ist als Doppelzündung ausgelegt.
Der Motor liegt direkt an der Hinterachse und ist dort quer und stark geneigt eingebaut. Diese „tiefer gelegte“ Bauweise entstammt der Sandwichboden-Architektur des Smart Fortwo, bei der sich der Motor andeutungsweise unter die Sitze schiebt. Aus dieser Bauform und der Turboaufladung des Motors entstand während der Motorentwicklung die Bezeichnung „suprex“. Der Begriff setzt sich zusammen aus „sub“ und „prex“. Dabei leitet sich „sub“ von der speziellen, geneigten Bauweise ab (Englisch für die Vorsilbe unter-) und „prex“ ist eine Kurzform für Kompressor bzw. Verdichter.
Der Motor verfügt über E-Gas, eine elektronische Drosselklappensteuerung. Dabei wird die Gaspedalstellung elektronisch erfasst und der Wert an das Motorsteuergerät weitergeleitet, welches die Drosselklappe durch einen Schrittmotor elektronisch bewegt.
Der Heckmotor treibt über ein automatisiertes sequenzielles Sechsgang-Schaltgetriebe die Hinterräder an. Die Gänge werden wahlweise automatisch oder von Hand geschaltet. Dazu dienen entweder ein Schalthebel in der Mittelkonsole oder je nach Ausstattung Schaltwippen am Lenkrad.
| Kenngrößen                                  | 45 kW | 60 kW | 74 kW Brabus |
| Bauzeitraum                                 | 05/2003–11/2005 | 04/2003–11/2005 | 03/2004–02/2005 |
| Motorkenndaten                              | | | |
| Motorbezeichnung*                           | M 160 E 7 AL | M 160 E 7 AL | M 160 E 7 AL |
| Motortyp                                    | R3-Ottomotor | R3-Ottomotor | R3-Ottomotor |
| Gemischaufbereitung                         | Saugrohreinspritzung (elektr. Multipoint-Einspritzung)                                                                                         | Saugrohreinspritzung (elektr. Multipoint-Einspritzung)                                                                                         | Saugrohreinspritzung (elektr. Multipoint-Einspritzung)                                                                                         |
| Motoraufladung                              | Turbolader | Turbolader | Turbolader |
| Hubraum                                     | 698 cm³ | 698 cm³ | 698 cm³ |
| max. Leistung                               | 45 kW (61 PS) bei 5250/min | 60 kW (82 PS) bei 5250/min | 74 kW (101 PS) bei 5600/min |
| max. Drehmoment                             | 95 Nm bei 2000–4000/min | 110 Nm bei 2250–4500/min | 130 Nm bei 2500–5300/min |
| Kraftübertragung                            | | | |
| Antrieb, serienmäßig                        | Hinterradantrieb | Hinterradantrieb | Hinterradantrieb |
| Getriebe, serienmäßig                       | sequentielles automatisiertes 6-Gang-Schaltgetriebe                                                                                            | sequentielles automatisiertes 6-Gang-Schaltgetriebe                                                                                            | sequentielles automatisiertes 6-Gang-Schaltgetriebe                                                                                            |
| Messwerte                                   | | | |
| Höchstgeschwindigkeit                       | 160 km/h | 175 km/h (Roadster) 180 km/h (Roadster-Coupé)                                                                                                  | 190 km/h (Roadster) 195 km/h (Roadster-Coupé)                                                                                                  |
| Beschleunigung, 0–100 km/h                  | 15,5 s | 10,9 s | 9,8 s |
| Kraftstoffverbrauch auf 100 km (kombiniert) | 4,9 l Super | 5,1 l Super | 5,2 l Super |
| CO2-Emission (kombiniert)                   | 116 g/km | 121 g/km | 122 g/km |
| Leergewicht                                 | 790 kg | 790 kg (810 kg) | 832 kg (852 kg) |
| Abgasnorm nach EU-Klassifikation            | Euro 4 | Euro 4 | Euro 4 |
| vom Hersteller empfohlener Kraftstoff       | Super, mindestens 95 ROZ | Super Plus, mindestens 98 ROZ | Super Plus, mindestens 98 ROZ |
| *Motorschlüssel                             | M = Motor, 160 = Baureihe (3 stellig), E = Saugrohreinspritzung, 7 = Hubraum in Deziliter (gerundet), A = Abgasturbolader, L = Ladeluftkühlung | M = Motor, 160 = Baureihe (3 stellig), E = Saugrohreinspritzung, 7 = Hubraum in Deziliter (gerundet), A = Abgasturbolader, L = Ladeluftkühlung | M = Motor, 160 = Baureihe (3 stellig), E = Saugrohreinspritzung, 7 = Hubraum in Deziliter (gerundet), A = Abgasturbolader, L = Ladeluftkühlung |

## Ausstattung

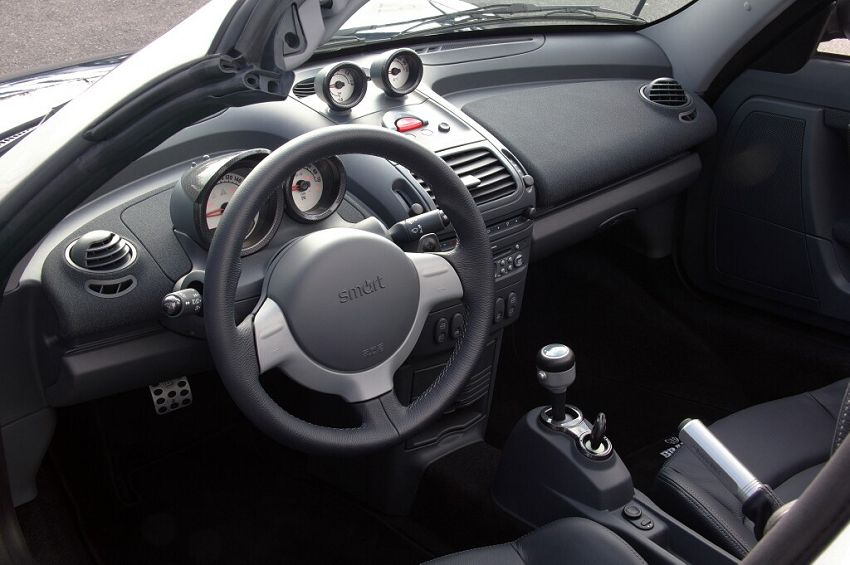
Interieur

Alle Smart Roadster sind serienmäßig mit ESP (mit Anfahrassistent) und ABS (mit elektronischer Bremskraftverteilung und Bremsassistent) ausgestattet. Serienmäßig gab es auch Airbags für Fahrer und Beifahrer sowie Gurtstraffer mit Gurtkraftbegrenzer. Seitenairbags in der Sitzlehne konnten als Sonderausstattung bestellt werden. Für das Roadster-Coupé gab es zusätzlich noch die Klimaanlage serienmäßig.
Die Liste der Sonderausstattung war umfangreich. Extras konnten einzeln und auch in folgenden Paketen bestellt werden: Komfort-Paket (Bordcomputer, Regen-/Lichtsensor, Tempomat), Sicherheit-Plus-Paket (Nebelscheinwerfer, elektrisch verstell- und beheizbare Außenspiegel, Seitenairbags), Sport-Paket (16-Zoll-Leichtmetallräder „spikeline“, 3-Speichen-Ledersportlenkrad mit Lenkradschaltung), Leder-Paket (Leder-Sportsitze, Sitzheizung), Licht-Paket (Tagfahrlicht, Umgebungslicht).
Der Roadster hat wahlweise ein Hartschalendach (Hardtop) oder ein elektrisches Faltstoffverdeck (Softtop). Das Hardtop besteht aus zwei Hälften und kann im hinteren Kofferraum des Wagens verstaut werden, wenn kein Softtop verbaut wurde. Es ist aus glasfaserverstärktem Polyurethanschaum gefertigt und wiegt ca. 10 Kilogramm. Das Softtop stellt eine Besonderheit in diesem Marktsegment dar, es kann während der Fahrt bei jeder Geschwindigkeit geöffnet und geschlossen werden. Es faltet sich in einen Teil des Kofferraums unter dem Überrollbügel der Tridionzelle zusammen. Der gesamte Vorgang dauert ca. 10 Sekunden. Zusätzlich können bei komplett geöffnetem Verdeck die seitlichen Dachholme ausgebaut und in den vorderen Kofferraum verstaut werden. Der Roadster mit der 45-kW-Motorisierung wurde serienmäßig mit einem mattierten Hardtop ausgestattet, die 60-kW-Version mit dem Stoffverdeck. Das Roadster-Coupé bekam als Serienausstattung ein glänzendes Hardtop. Das mattierte Hardtop bzw. das Stoffverdeck wurden allerdings auch als Sonderausstattung angeboten.
Der Smart Roadster hat kein Ersatzrad und auch kein Notrad, sondern ein sogenanntes Pannenset mit Kompressor. Ein Pannenspray dient zur Abdichtung eines beschädigten Reifens. Ein über den Zigarettenanzünder mit Strom versorgter Kompressor pumpt den abgedichteten Reifen auf.

## Brabus-Modellversionen

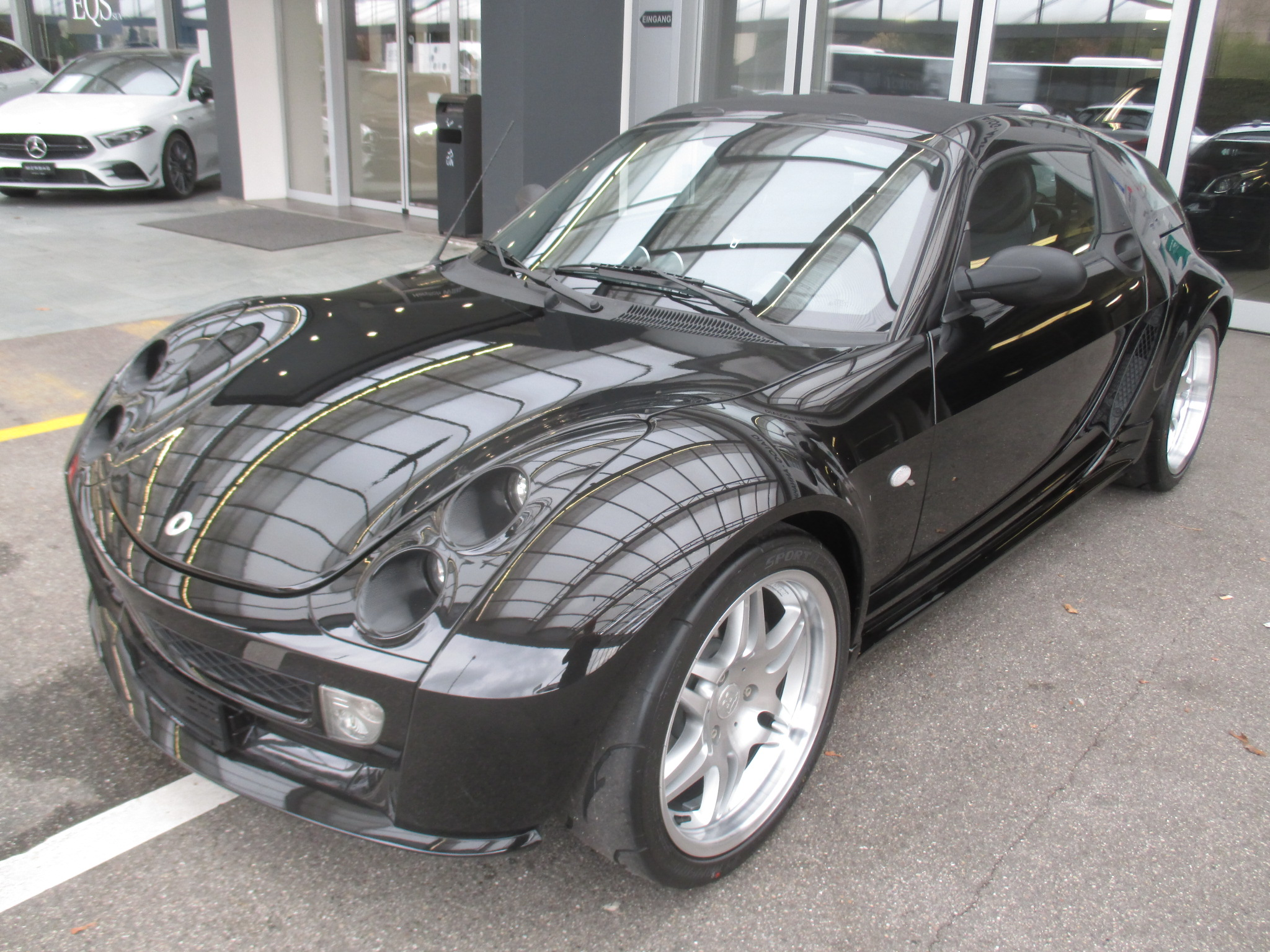
Roadster-Coupé Brabus Xclusive (Frontansicht)

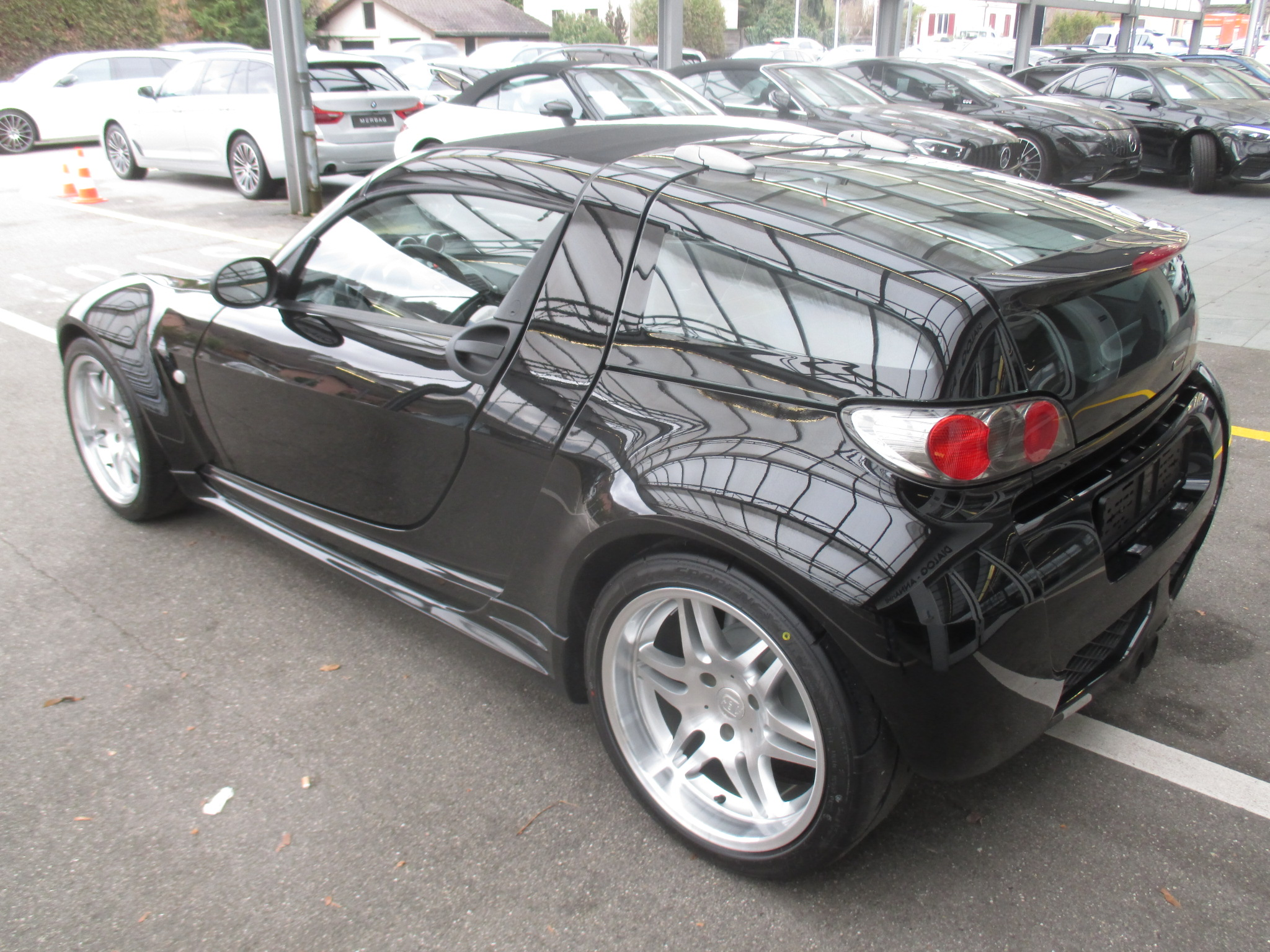
Roadster-Coupé Brabus Xclusive (Heckansicht)

Smart gründet 2003 zusammen mit dem Tuner und Autohersteller Brabus ein Joint Venture, die Smart-Brabus GmbH, um getunte Modellvarianten von Smart-Autos herzustellen. Die Firma wurde am Brabus-Hauptsitz in Bottrop angesiedelt und es wurden eigens neue Fabrikationsanlagen gebaut.
Die Modelle Roadster Brabus und Roadster-Coupé Brabus sind technisch identisch. Die Leistung des Motors wurde von Brabus auf 74 kW (101 PS) gesteigert. Die beiden Versionen waren unter anderem zusätzlich mit einem um 1,7 cm tiefer gelegten Sportfahrwerk, 17-Zoll-Alurädern, Sportauspuff, speziellen Anbauteilen (Frontspoiler, Seitenschwellern, Heckspoiler mit mittig angeordnetem Doppelrohrauspuff, Kühlermaske), Aluminium-Applikationen und -Akzentteilen im Innenraum und Voll-Lederausstattung (Sitze, Armaturen, Türverkleidungen) ausgestattet. Später gab es sogar einen Starterknopf im Schaltknauf. Beide gab es nur in den Lackierungen „Jack Black“ und „Speedsilver Metallic“.
Ab dem Modelljahr 2005 gab es eine weitere Brabus-Variante, das Brabus Xclusive-Modell. Dieses ist eigentlich die bisherige Brabus-Version, nur mit einigen Extras mehr. So wurden die Scheinwerferblende und das Heckmittelteil nun in Wagenfarbe lackiert und es gab etwas mehr Leder im Innenraum. Sie haben bis auf das Komfort-Paket und das Lichtpaket eine nahezu komplette Vollausstattung. Der Basispreis lag bei 26.270 € für den Roadster und 26.570 € für das Roadster-Coupé. Nach der Einstellung der Produktion wurden diese Preise sogar noch etwas angehoben.
Mit Erscheinen des Brabus Xclusive stufte man das normale Brabus-Modell herab, indem die Ausstattung abgespeckt wurde. So fiel unter anderem das Sportlenkrad mit integrierten Schaltwippen und auch die speziellen Brabus-Anbau- und Interieurteile weg, welche aber jetzt als Zubehör erhältlich waren.

## Sondermodelle

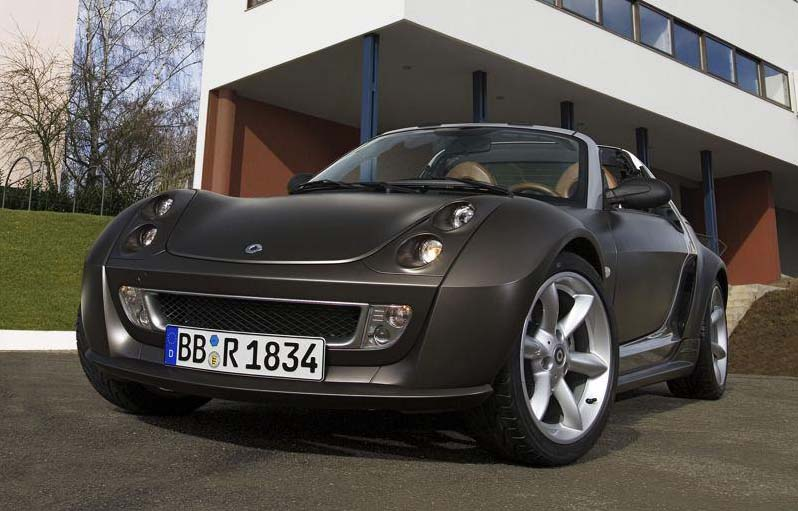
Smart Roadster Collector’s Edition

In der recht kurzen Bauzeit von knapp 2 Jahren bringt der Smart Roadster es auf etliche Sondermodelle. Dies lag zum großen Teil daran, dass zum Produktionsende noch ca. 11.000 Fahrzeuge nicht verkauft waren und man diese über die Sondermodelle schneller abverkaufen wollte. So sind die Modelle Pitchblack, Bluestar, Blackstar und Ultimate Bestandsfahrzeuge, die älter als 12 Monate waren.
Ab dem 9. September 2003 gab es beide Karosserievarianten in der Edition Bluewave, die in „Starblue Metallic“ lackiert ist und einige Extras der Brabus-Modelle aufweist, bevor diese 2004 erschienen sind. Sie wurde lediglich in der 60-kW-Motorisierung angeboten. Die Auflage war auf 500 Fahrzeuge limitiert. Der Listenpreis für den Roadster betrug 23.900 € und für das Roadster-Coupé 24.500 €.
Vom 19. Januar bis 7. Mai 2004 war das Modell Affection erhältlich, ausschließlich als Roadster-Version. Es bot für den Preis von 16.930 € außer einer schwarzen Innenausstattung, dem 60-kW-(82 PS)-Motor, einem matten Hardtop anstatt des Stoffverdecks sowie Spinline-Leichtmetallrädern keinerlei Sonderausstattung, allerdings war fast das gesamte Ausstattungsprogramm bestellbar.
Der „Nachfolger“ ist das Modell Speedsilver, das vom 10. Mai bis 30. Juli 2004 produziert wurde. Dieses Sondermodell gab es auch nur als Roadster-Version mit dem 60-kW-(82 PS)-Motor. Es wurde komplett in der Farbe „Speedsilver Metallic“ lackiert (Bodypanels und Tridionzelle) und mit dem Stoffverdeck, den Zusatzinstrumenten für Ladedruck und Motortemperatur sowie einer Klimaanlage ausgerüstet. Der Preis belief sich auf 19.490 €.
Ab November 2004 konnte man das auf 200 Exemplare limitierte Modell MTV-Roadster erwerben. Es war nur in Deutschland erhältlich, komplett in Schwarz lackiert und mit CD-Radio und iPod (20 GB) samt dem iPod-Carkit ausgerüstet. Außer der weiteren Ausstattung mit einem Sportpaket (Lederlenkrad mit Schaltwippen, 16-Zoll-Leichtmetallräder) und Klimaanlage waren keine Extras bestellbar. Den MTV-Roadster gab es nur als Roadster in der 45-kW-Version für den Preis von 14.990 €.
Im September 2005 kam eine Neuauflage des MTV-Roadster mit der gleichen Ausstattung wie 2004, jedoch ohne das Lederlenkrad mit Schaltwippen. Dafür wurde er jetzt auch in Österreich angeboten und der Preis sank auf 13.990 €.
Nur 58 Stück wurden vom Sondermodell Pitchblack gebaut. Das nur als Roadster-Version erhältliche Sondermodell war komplett in der Farbe „Jack Black“ lackiert und mit dem 45-kW-(61 PS)-Motor ausgestattet. Es kostete günstige 12.990 € (3.300 € Preisvorteil gegenüber einem vergleichbar ausgestatteten Serienmodell) und leitete damit langsam den Abverkauf der Modellreihe ein.
Die Modelle Blackstar und Bluestar gab es für beide Karosserieversionen und unterschieden sich nur in der Lackierung und den Leichtmetallrädern. Sie wurden mit dem SB2-Performance-Kit von Brabus ausgerüstet, was einer Leistungssteigerung auf 66 kW (90 PS) bedeutete und waren für den Preis von 15.990 € gut ausgestattet (5.100 € Preisvorteil).
Das Roadster-Coupé Brabus als Sondermodelle Ultimate war angelehnt an die Racing Edition für England. Sie unterschieden sich äußerlich nicht voneinander (komplett „Racing Red“ lackiert, Tridionzelle und Dachholme silberfarben), nur die aufwendige Innenausstattung fehlte. Dazu gab es außer anderen Extras das SB2-Performance-Kit und Anbauteile von Brabus für einen Preis von 20.990 € (7.200 € Preisvorteil). Dieses Sondermodell war auf 60 Stück limitiert und erhielt eine Plakette mit fortlaufender Nummer.
Die letzte Sonderauflage ist die Collector’s Edition. Sie wurde auf dem Genfer Auto-Salon 2006 präsentiert. 50 Exemplare sollten gebaut werden, es wurden aber nur 20 Roadster und 10 Roadster-Coupés daraus. Technische Basis war die Brabus Xclusive Version. Diese enthielt eine Vollausstattung und wurde mit einer mattbraunen Sonderlackierung („Mojave Brown“) sowie mit einer farblich abgestimmten Lederausstattung (Nappa Cognacbraun) veredelt. Der Name des Sondermodells fand sich auch in den Sitzlehnen und auf dem Handschuhfach eingestickt wieder.
Zwei Sondermodelle sind ausschließlich in England erschienen. Das Roadster-Coupé Racing wurde dem Roadster-Coupé V6 Biturbo-Prototypen nachempfunden. Die Bodypanels und Brabus-Karosserieteile wurden in „Racing Red“ lackiert, die Tridionzelle und die Dachholme silberfarben abgesetzt. Auch im Innenraum wurden Teile des Cockpits mit Alcantara überzogen und Akzentteile ebenfalls rot lackiert. Er besaß die 60-kW-Motorisierung, welche aber ohne Aufpreis auf Wunsch mit dem SB2-Performance-Kit versehen werden konnte und damit 66 kW (90 PS) leistete. Es wurden 50 Rechtslenkermodelle gebaut, die umgerechnet 25.500 € kosteten.
Im April 2006 erschien das Finale-Sondermodell als Abschiedsmodell für England. Es wurde in beiden Karosserievarianten mit einer Lederausstattung für 20.200 € (Roadster) bzw. 21.200 € (Coupé) angeboten.
Quelle:

## Roadster-Coupé Brabus V6 Biturbo
Das Smart Roadster-Coupé Brabus V6 Biturbo war ein Prototypenprojekt ohne Straßenzulassung, mit dem man allein die technische Machbarkeit aufzeigen wollte. Es wurden nur zehn Prototypen gebaut. Sie wurden erstmals im Juli 2003 beim „100 Jahre Solitude-Rennen“ präsentiert. Es war ein Gemeinschaftsprojekt von Smart, Mercedes-Benz (Motorentwicklung) und Brabus. Hierbei wurden zwei Serienmotoren mit jeweils 698 cm³ Hubraum, drei Zylindern und ihren Turboladern über ein neu konstruiertes Kurbelgehäuse miteinander verbunden und in den Heckbereich des Coupés eingebaut. Daraus leitet sich die Bezeichnung V6 Biturbo ab. Dieser nun 1396 cm³ Hubraum fassende Motor leistete 125 kW (170 PS) bei 5500/min und hatte ein maximales Drehmoment von 220 Nm bei 2250–4500/min. Mit einem Leergewicht ohne Fahrer von 840 kg ergab das ein Leistungsgewicht von 4,9 kg/PS, was dem Auto zu einer Beschleunigung von 0 auf 100 km/h in 5,8 Sekunden verhalf. Die Höchstgeschwindigkeit lag bei 225 km/h.
Da die zwei Motoren im Heck mehr Platz beanspruchten, mehr wogen und ein Mehr an Leistung produzierten, wurden auch sonst vielfältige Modifikationen nötig. Um den Motoren Platz zu geben, kam der Tank in den vorderen Kofferraum. Der Spezialtank aus dem Rennsport bestand aus Kunststoff, fasste 50 Liter und kostete ca. 20.000 €. Da das Seriengetriebe dem höheren Drehmoment nicht standgehalten hätte, wurde es durch das neue Sechsgangschaltgetriebe vom ForFour CDI ersetzt, welches aber auf fünf Gänge begrenzt und automatisiert wurde. Auch die Hinterachse mitsamt der Aufhängung musste umgebaut werden. An ihr wurden die Trommelbremsen durch Scheibenbremsen ersetzt. Dabei wurde das ESP und ASR über Bord geworfen, nur das ABS blieb. Auf eine Servolenkung, die Klimaanlage und ein Radio wurde aus Platz- und Gewichtsgründen verzichtet. Anstelle des Radios trat eine rotlackierte Abdeckung, in der der Startknopf für den Motor untergebracht war. Auffälligste Änderung im Innenraum waren die mit grauem Rauleder bezogenen und mit Vierpunkthosenträgergurten versehenen Schalensportsitze. Dieses mit roten Nähten versehene Rauleder fand sich auch an den Türverkleidungen und am Instrumententräger. Die Akzentteile im Innenraum wurden passend zur Außenlackierung in „Rosso Corse“, einer Ferrari-Farbe, lackiert. Außer der silberroten Lackierung waren die an den vorderen Kotflügeln angebrachten schwarzen Flaps und der überarbeitete Heckspoiler die auffälligsten äußeren Veränderungen. In die hinteren Seitenscheiben wurden zusätzliche Lufteinlässe gearbeitet, die bei Regen einfach zugeklebt wurden. Der Motor hatte keine Abdeckung, so dass mit den Lufteinlässen in den Seitenscheiben eine bessere Belüftung gewährleistet wurde. Der Heckbereich wurde durch eine Schottwand aus Carbon und einer Trennscheibe zum Innenraum abgegrenzt.
Aufgrund der hohen Fahrleistungen und des sehr hohen Wartungsaufwandes (für einen Ölwechsel musste der Motor ausgebaut werden) gibt es nur noch ein fahrbereites Exemplar, welches sich im Besitz der Firma Brabus befindet. Ein weiteres steht im Werksmuseum in Hambach.

## Produktionsende
Die Roadstermodelle wurden ab April 2003 angeboten. Sie konnten sich aber infolge einer ungünstigen Preispolitik (maximal 1 % Rabatt wurde für alle Händler festgesetzt) und wegen der Antriebseinheit (Motor mit geringer Leistung, Getriebe mit langen Schaltpausen) kaum am Markt behaupten.
Hinzu kam ein von DaimlerChrysler neu entworfenes Geschäftsmodell für die Marke Smart, um diese wirtschaftlich besser aufzustellen. Als eine Restrukturierungsmaßnahme beschloss der DaimlerChrysler-Vorstand im Frühjahr 2005 die Einstellung der Produktion des Smart Roadsters zum Ende des Jahres 2005. Am 4. November 2005 lief das letzte Fahrzeug vom Band. Dieses Modell war ein Roadster-Coupé in der Brabus Xclusive-Variante in der Farbe „Speedsilver Metallic“ mit der Fahrzeug-Identifizierungsnummer WME 4523371L043091. Es wurde direkt nach der Produktion ins Mercedes-Benz Classic Center nach Stuttgart-Fellbach überführt. Es wurden insgesamt 43.000 Stück produziert. Zum Zeitpunkt des Produktionsendes waren ca. 11.000 Fahrzeuge noch nicht verkauft.

## „Project Kimber“
Im November 2005 wurde bekannt, dass sich diverse Auto-, Design- und Start-Up-Firmen um Pläne und Lizenzen des Smart Roadsters bewarben, um das Fahrzeug unter anderem Namen neu herauszubringen. Mit dem britischen Konsortium „Project Kimber“ wurde daraufhin im Februar 2006 eine Absichtserklärung unterzeichnet, einen Vertrag über die lizenzierte Produktion auszuarbeiten. Bis Dezember 2006 kam auch ein Vertrag über die Rechte für die Entwicklung und den Verkauf eines Autos auf Basis des Smart Roadster sowie die dazugehörigen Produktionsanlagen zustande. Im Frühjahr 2007 sollte ein neu gestalteter Roadster auf dem Genfer Auto-Salon vorgestellt und die Produktion Mitte 2007 aufgenommen werden. Unter dem Namen der Traditionsmarke AC Cars sollte er als „AC Ace“ verkauft werden und ein Absatzziel von 7.000 Fahrzeugen pro Jahr erreichen. Als Preisspanne wurden 17.500 bis 28.000 € genannt.
Die offizielle Webseite des „Project Kimber“ wurde im Dezember 2008 geschlossen. Auch das im April 2009 angekündigte AC-Projekt wurde bald zu den Akten gelegt.

## Zulassungsstatistik

### Neuzulassungen in Deutschland
Aufgeführt ist die Anzahl der jährlichen Neuzulassungen in Deutschland nach der Statistik des Kraftfahrt-Bundesamtes. Das Segment „Cabriolets (incl. Roadster)“ bestand bis 2006. Seit 2007 sind offene Pkw in die übrigen Segmente eingeordnet, so dass ab dem Jahr 2007 der Smart Roadster in das Segment „Kleinwagen“ einsortiert wurde. Der Anteil in Prozent bezieht sich auf den Anteil am jeweiligen Segment, nicht auf die gesamten Neuzulassungen in Deutschland.
| Jahr | Anzahl | Anteil am Segment in % | Segment                     |
| ---- | ------ | ---------------------- | --------------------------- |
| 2003 | 6.646  | 4,6                    | Cabriolets (incl. Roadster) |
| 2004 | 6.945  | 4,3                    | Cabriolets (incl. Roadster) |
| 2005 | 3.062  | 2,1                    | Cabriolets (incl. Roadster) |
| 2006 | 2.048  | 1,4                    | Cabriolets (incl. Roadster) |
| 2007 | 297    | 0,1                    | Kleinwagen                  |
| 2008 | 25     | 0,0                    | Kleinwagen                  |

### Bestand in Deutschland
Aufgeführt ist der Bestand in Deutschland zum 1. Januar jedes Jahres seit 2004 nach der Statistik des Kraftfahrt-Bundesamtes. Vor dem 1. März 2007 beinhaltete der Fahrzeugbestand neben der Anzahl der angemeldeten Fahrzeuge auch die Anzahl der vorübergehenden Stilllegungen. Seit dem 1. März 2007 enthält der Fahrzeugbestand lediglich den „fließenden Verkehr“ einschließlich der Saisonkennzeichen. Um einen Vergleich der Veränderung vom 1. Januar 2007 zum 1. Januar 2008 zu ermöglichen, wurde der Vorjahreswert angepasst. Der Anteil in Prozent bezieht sich wieder auf den Anteil am jeweiligen Segment, nicht auf den Gesamtbestand der Fahrzeuge in Deutschland.
| Stichtag   | Anzahl | Anteil am Segment in % | Veränderung in % |
| ---------- | ------ | ---------------------- | ---------------- |
| 01.01.2004 | 6.730  | 0,6                    | -                |
| 01.01.2005 | 13.521 | 1,1                    | +100,9           |
| 01.01.2006 | 15.952 | 1,1                    | +18,0            |
| 01.01.2007 | 17.028 | 0,2                    | +6,7             |

| Stichtag   | Anzahl | Anteil am Segment in % | Veränderung in % |
| ---------- | ------ | ---------------------- | ---------------- |
| 01.01.2007 | 14.581 | 0,2                    | -                |
| 01.01.2008 | 14.565 | 0,2                    | −0,1             |
| 01.01.2009 | 14.237 | 0,2                    | −2,3             |
| 01.01.2010 | 13.849 | 0,2                    | −2,7             |
| 01.01.2011 | 13.451 | 0,2                    | −2,9             |
| 01.01.2012 | 13.047 | 0,1                    | −3,0             |
| 01.01.2013 | 12.690 | 0,1                    | −2,7             |
| 01.01.2014 | 12.295 | 0,1                    | −3,1             |
| 01.01.2015 | 12.042 | 0,1                    | −2,1             |
| 01.01.2016 | 11.686 | 0,1                    | −3,0             |
| 01.01.2017 | 11.317 | 0,1                    | −3,2             |
| 01.01.2018 | 10.956 | 0,1                    | −3,2             |
| 01.01.2019 | 10.701 | 0,1                    | −2,3             |
| 01.01.2020 | 10.336 | 0,1                    | −3,4             |
| 01.01.2021 | 9.822  | 0,1                    | −4,98            |
| 01.01.2022 | 9.616  | 0,02                   | −2,1             |
| 01.01.2023 | 9.206  | 0,02                   | −4,3             |
| 01.01.2024 | 9.196  | 0,02                   | −0,11            |
| 01.01.2025 | 8.948  | 0,01                   | −2,7             |

## Trivia
- Im Kinofilm Knight and Day werden Tom Cruise und Cameron Diaz von mehreren Smart Roadster verfolgt, wobei fast alle Roadster zerstört werden.